# Silvana De Mari
Silvana De Mari (Santa Maria Capua Vetere, 28 maggio 1953) è una scrittrice e blogger italiana.
Autrice di libri per ragazzi, è nota principalmente per sostenere varie tesi complottiste e contrarie ad ogni indirizzo scientifico consolidato. In particolare, è sostenitrice di posizioni omofobe, sessiste,  novax, antislamiste e dichiaratamente transfobiche.

## Biografia
Laureata in medicina all'Università di Torino, si è specializzata in chirurgia generale ed endoscopia dell'apparato digerente e in psicologia cognitiva. Ha esercitato come chirurga presso gli ospedali San Luigi di Orbassano e Santa Croce di Moncalieri e in Etiopia all'ospedale di Bushulo. E' sposata e ha un figlio.

### Pubblicazioni
Nel 2000 pubblica L'ultima stella a destra della luna, il suo primo libro per ragazzi, cui segue nel 2003 La bestia e la bella, entrambi per Salani.
Nel 2004, con L'ultimo elfo, tradotto in dodici lingue, vince il 48º Premio Bancarellino e il Premio Andersen. In Francia nel comune di Épinal L'ultimo Elfo ha vinto il premio Prix Imaginales nell'edizione del 2006.
Con L'ultimo orco, il sequel del 2005, passa dalla letteratura per ragazzi al genere fantasy, rivolto ad un pubblico più adulto. L'ultimo orco vince il premio IBBY International Board on Books for Young People 2006 e il Prix Sorcières "Romanzi per ragazzi" nel 2008 in Francia. Nel 2008 pubblica il terzo romanzo del ciclo, intitolato Gli ultimi incantesimi.
Nel 2009 pubblica la raccolta di racconti Il cavaliere, la strega, la morte e il diavolo per Lindau e il romanzo Il gatto dagli occhi d'oro per il suo nuovo editore Fanucci. De Mari prosegue il ciclo de L'ultimo elfo con L'ultima profezia del mondo degli uomini (Fanucci, 2010), conclusione della saga con cui vince il Premio Molinello alla carriera, e quindi il prequel Io mi chiamo Yorsh, del 2011. L'anno successivo esce un nuovo sequel dal titolo L'ultima profezia del mondo degli uomini. L'epilogo.
Tra i libri di saggistica De Mari pubblica Il drago come realtà del 2007, dedicato alla letteratura fantastica, e La realtà dell'orco (Lindau, 2012), sulla storia degli ultimi due secoli vista attraverso la letteratura fantastica.
Nel 2014 pubblica Giuseppe figlio di Giacobbe, la natività con la casa editrice Effatà.
Nel 2015 per l'iniziativa Scrittori di Classe, pubblica La nuova dinastia. L'anno successivo per la seconda edizione di Scrittori di Classe pubblica Sulle ali della libertà.
Nel settembre 2015 avvia la saga di Hania con la  casa editrice Giunti: il prequel Hania. Il regno delle tigri bianche, e Hania. Il cavaliere di Luce, primo libro della saga, con cui vince il Premio Ceppo. Il secondo romanzo Hania. La strega muta con la casa editrice Giunti esce nel 2016.
A novembre 2017 pubblica il secondo prequel della saga de L'ultimo elfo, intitolato Arduin il rinnegato, che corre in parallelo al prequel precedente seguendo due linee genealogiche diverse.
Nel settembre 2018 pubblica Io mi chiamo Joseph, dove abbandona le tematiche fantastiche, con la storia di un ragazzino metà senegalese e metà nigeriano, unico sopravvissuto al massacro di Dogo Nahava, che in Italia troverà una nuova famiglia e un futuro.
Sempre nel 2018 pubblica Non facciamoci imbavagliare! La mia battaglia contro l'omologazione della dittatura gay, poi rimosso dalla vendita su Amazon per i contenuti discriminatori e in conflitto con le regole di condotta del sito.
Nel 2022 pubblica Ora pro nobis. Storia di Ussari Alati, romanzo storico-religioso. 
Nel 2023 pubblica Contro natura. Dottrina cattolica, retta ragione, diritto naturale e arte medica contro la sodomia, libro che ambisce a "offrire una panoramica [...] di tutti gli ordini di motivazioni che rendono la pratica omoerotica condannata e condannabile, e odiosa l'ideologia che la propone come lecita e buona."
Nel 2025 pubblica Te Deum. I figli della Provvidenza, romanzo storico-religioso. 

## Ideologia
Si è espressa più volte contro l'Islam e ha militato nel partito di Magdi Cristiano Allam.
Si definisce cattolica, ma in più occasioni si è espressa contro papa Francesco (cui non riconosce il titolo di papa). A partire da fine 2016 ha espresso posizioni critiche verso l'omosessualità, il sesso anale, l'Organizzazione Mondiale della Sanità, l'American Psychological Association, nei confronti delle famiglie che non appartengano a un modello tradizionale e contro l'aborto gratuito anche per le vittime di violenza sessuale.
In aperto contrasto con APA e l'Ordine nazionale degli psicologi, la De Mari nega l'esistenza dell'omosessualità, affermando dal suo punto di vista che non è di origine genetica e che è reversibile e che sarebbe più corretto parlare di omoerotismo, e a gennaio 2017 sul suo blog ha sostenuto l'omofobia come diritto umano, laddove l'accusa di omofobia è da lei percepita come un'arma di censura per chi ha un pensiero diverso. In reazione alle sue prese di posizione è nato un movimento di lettori che ha chiesto agli editori il suo boicottaggio, in particolare riguardo alla pubblicazione di libri per ragazzi.
Il 19 marzo 2017 ha partecipato a un convegno organizzato a Verona dal gruppo religioso di estrema destra Christus Rex con un intervento in cui ha espresso posizioni contrarie all'uguaglianza tra i sessi e ha giustificato in modo plateale il ricorso a mezzi anche violenti in difesa della famiglia e della fede.
A novembre 2017, durante la trasmissione radiofonica La Zanzara, De Mari si è dichiarata contraria alla masturbazione e all'uso di sex toys, sostenendo che allontanerebbero le persone dal sesso inteso come mezzo di procreazione e si è detta contraria al mettere a carico dello Stato l'intervento chirurgico di cambio di sesso per le persone transessuali.
A ottobre 2018 ha dichiarato che dall'omosessualità "si può guarire"  sebbene l'Ordine degli Psicologi consideri le terapie di conversione anti-etiche, prive di basi scientifiche, non efficaci, dannose.
Nel novembre 2020 è stata ospite di un convegno sul COVID-19, organizzato da Sergio Berlato di Fratelli d'Italia, contestato per aver dato spazio a teorie cospirazioniste. Riguardo alla pandemia di COVID-19, ha negato l'importanza di mascherine e distanziamento, consigliando semmai di contrarre la malattia per sviluppare anticorpi. Ha attaccato i vaccini per il Covid-19, considerandoli  "di estrema pericolosità" e ha definito lo strumento del green pass "uno stupro farmacologico".
Nel luglio del 2022, in vista delle elezioni politiche, fonda la lista Vita insieme a Sara Cunial e ad altri esponenti di gruppi antivaccinisti, attivi politicamente contro le politiche pandemiche (facendo leva sulle false informazioni relative alla pandemia) e contro la quinta generazione della telefonia mobile. La lista, a livello nazionale, ottiene lo 0,8% dei voti, non eleggendo di conseguenza nessun rappresentante.

## Procedimenti giudiziari e disciplinari

### Radiazione dall'Ordine dei Medici
Nel gennaio 2017, sulla base di numerose segnalazioni, è stato aperto da parte dell'Ordine dei Medici un provvedimento disciplinare per via delle sue posizioni pseudoscientifiche. Nel settembre 2021 l'Ordine dei Medici di Torino l'ha sospesa dall'esercizio di attività professionali implicanti contatti interpersonali, insieme ad altri 94 tra medici e odontoiatri, per essersi rifiutata di sottoporsi alla vaccinazione anti-Covid. A giugno 2023 è stata radiata dall’Ordine dei Medici di Torino.

### Condanne per diffamazione
Nel corso del 2017 ha definito le associazioni LGBT "criminali contro l'umanità" e per questa e ad altre affermazioni ritenute offensive nei confronti degli omosessuali il Coordinamento Torino Pride, il Consiglio Regionale del Piemonte e il Comune di Torino hanno promosso un'azione giudiziaria. Il Coordinamento Torino Pride e di Rete Lenford si sono costituite parte civile. Condannata per diffamazione aggravata il 14 dicembre 2018, Silvana De Mari ha pagato una multa di 1500€ e versato 5000€ come risarcimento, divisi equamente tra il coordinamento Torino Pride e la Rete Lenford.
Il Circolo Mario Mieli ha presentato anch'esso una seconda querela presso il tribunale di Torino per diffamazione continuata ed aggravata dopo gli insulti rivolti ai suoi membri da parte di Silvana De Mari. Il 28 giugno 2019, Silvana De Mari è stata condannata una seconda volta per diffamazione aggravata. Ha versato 5000€ per danni morali ai soci del Circolo Mario Mieli, oltre al pagamento di una multa di 1000€. Nel marzo 2022 la Corte d'Appello di Torino ha confermato la condanna per diffamazione aggravata ai danni dei membri del circolo Mario Mieli. Tre mesi più tardi la Corte d'Appello ha confermato anche la condanna per diffamazione ai danni di Coordinamento Torino Pride e Rete Lenford. Successivamente, il 16 giugno 2023 la Cassazione conferma in via definitiva la condanna per diffamazione nei confronti sia del Circolo Mario Mieli che del  Coordinamento Torino Pride e dei movimenti LGBTQIA+.

## Opere

### Narrativa

#### Romanzi singoli
- L'ultima stella a destra della luna, illustrazioni di Silvia Vignale, Salani, 2000.
- La bestia e la bella, illustrazioni di Gianni De Conno, Salani, 2003.
- Il cavaliere, la strega, la morte e il diavolo, Lindau, 2009.
- Il gatto dagli occhi d'oro, Fanucci, 2009.
- Giuseppe figlio di Giacobbe, Effatà, 2014
- La nuova dinastia, Lindau, 2015 (nell'ambito della manifestazione Scrittori di Classe).
- Il gatto dagli occhi d'oro, Giunti, 2015.
- Sulle ali della libertà, Lindau, 2016 (nell'ambito della manifestazione Scrittori di Classe 2).
- Io mi chiamo Joseph, Ares, 2018.
- Ora pro nobis. Storia di Ussari Alati, Federica Picchi Editore, 2022.
- Te Deum, Federica Picchi Editore, 2025.

#### Saga deL'ultimo elfo
(nota anche come Saga degli Ultimi)
- L'ultimo elfo, illustrazioni di Gianni De Conno, Salani, 2004.
- L'ultimo orco, Salani, 2005.
- Gli ultimi incantesimi, Salani, 2008.
- L'ultima profezia del mondo degli uomini, Fanucci, 2010.
- Io mi chiamo Yorsh, Fanucci, 2011. (Prequel de L'ultimo elfo)
- L'ultima profezia del mondo degli uomini. L'epilogo, Fanucci, 2012.
- Arduin il rinnegato, Ares, 2017. (Pre-prequel de L'ultimo elfo)
- L'ultimo mago, Ares, 2020.

#### Saga di Hania
- Hania. Il regno delle tigri bianche, Giunti 2015
- Hania. Il cavaliere di luce, Giunti 2015
- Hania. La strega muta, Giunti 2016
- Hania. Io sono Hania, Giunti 2018

### Saggistica
- Il drago come realtà - I significati storici e metaforici della letteratura fantastica, Salani, 2007.
- La realtà dell'orco, Lindau, 2012.
- L'ultimo nemico che sarà sconfitto è la morte. Joanne Kathleen Rowling e l'eptalogia di Harry Potter ne Il Fantastico nella Letteratura per ragazzi. Luci e ombre di 10 serie di successo, a cura di Marina Lenti, Runa Editrice, 2016.
- Le avventure di Bilbo Baggins, scassinatore, esperto cacciatore di tesori: l'oro e la menzogna nello Hobbit in Hobbitologia, a cura di Marina Lenti e Paolo Gulisano, Camelozampa, 2016.
- Non facciamoci imbavagliare!, Fede & Cultura, 2018
- Harry, Neville, San Giorgio col drago e San Michele Arcangelo ne Lo splendore del drago: la creatura più leggendaria in 10 storie indimenticabili del Fantastico, a cura di Marina Lenti, Runa editrice, 2022.

## Premi
- Premio Bancarellino e Premio Andersen per L'ultimo elfo (2004)
- Prix Imaginales per L'ultimo elfo (2006)
- Premio IBBY International Board on Books for Young People per L'ultimo elfo (2006)
- Prix Sorcières "Romanzi per ragazzi" per L'ultimo orco (2008)
- Premio Molinello alla carriera per L'ultima profezia del mondo degli uomini - L'epilogo (2014)
- Premio Ceppo per Hania - Il cavaliere di luce (2016)